# Huile essentielle d'orange douce

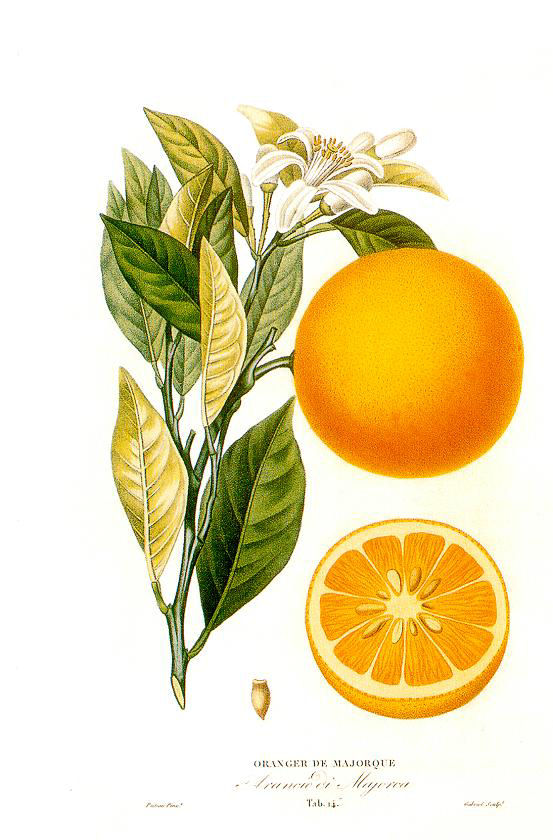
Citrus sinensis (L.) Histoire et culture des orangers A. Risso et A. Poiteau. – Paris Henri Plon, Editeur, 1872

L'huile d'orange douce  est une huile essentielle produite par les cellules de l'écorce de l'orange  (Citrus sinensis). Contrairement à la plupart des huiles essentielles, elle est extraite comme sous-produit de la production de jus d'orange par centrifugation, produisant une huile pressée à froid. Elle est composée principalement (plus de 90 %) de d-limonène, et est souvent utilisée à la place du d-limonène pur. Ce dernier peut être extrait de l'huile par distillation.
On ne doit pas la confondre avec l'huile essentielle de bigarade (orange mère, C. aurantium).

## Composition
La composition de l'huile varie avec chaque extraction. Elle varie également selon des critères régionaux ou saisonniers, ou même avec la méthode d'extraction. Plusieurs centaines de composés ont été identifiés par chromatographie en phase gazeuse et spectrométrie de masse. La plupart des substances contenues dans l'huile appartiennent au groupe des terpènes, le limonène étant la substance dominante. Les alcools et aldéhydes aliphatiques à longue chaîne comme l'octan-1-ol et l'octanal constituent le deuxième groupe de substances le plus important. La présence de sinensétine, une flavone, explique la couleur orange de l'huile.
| Composé              | Huile d'orange italienne Concentration [%] | Huile d'orange de Valence Concentration [%] | Huile d'orange de Valence Concentration [%] | Huile d'orange de Valence Concentration [%] |
| -------------------- | ------------------------------------------ | ------------------------------------------- | ------------------------------------------- | ------------------------------------------- |
| Limonène             | 93,67                                      | 91,4                                        | 95,17                                       | 97,0                                        |
| α-Pinène             | 0,65                                       | 1,4                                         | 0,42                                        | –                                           |
| Sabinène et β-Pinène | 1,00                                       | 0,4                                         | 0,24                                        | –                                           |
| Myrcène              | 2,09                                       | 4,3                                         | 1,86                                        | 0,03                                        |
| Octanal              | 0,41                                       | –                                           | -                                           | –                                           |
| Linalol              | 0,31                                       | 0,8                                         | 0,25                                        | 0,3                                         |
| δ-3-Carène           | 0,31                                       | –                                           | –                                           | –                                           |
| Décanal              | 0,27                                       | 0,4                                         | 0,28                                        | –                                           |

## Risques
Le limonène, qui est le principal composant de l'huile, est un irritant léger, car il dissout les huiles protectrices de la peau. L'utilisation commerciale de l'huile d'orange, comme celle contenue dans le XT-2000, nécessite le port de gants de protection,. Le limonène et ses produits d'oxydation sont des irritants cutanés, et le 1,2-dihydroxylimonène (formé par l'oxydation au contact de l'air) est un sensibilisant cutané. La plupart des cas d'irritation signalés concernent une exposition industrielle à long terme au composé pur, par exemple lors de dégraissage ou de préparation de peintures. Toutefois, une étude portant sur des patients souffrant de dermatite a montré que 3 % d'entre eux étaient sensibilisés au limonène.
On a observé que le limonène provoquait le cancer chez les rats mâles en réagissant avec les protéines urinaires majeures (α2u-globulines), qui ne sont pas produites par les rats femelles. Il n'y a cependant aucune preuve de cancérogénicité ou de génotoxicité chez l'humain. Le CIRC classe le limonène dans les cancérogènes du groupe 3 (« composés inclassables quant à leur cancérogénicité pour l'Homme »).
Le limonène est inflammable.

## Utilisations

### Lutte contre les parasites de structure
La Californie et la Floride ont autorisé et homologué le d-Limonène (huile d'orange) comme ingrédient actif auprès de l'EPA pour l'extermination des termites de bois sec, des termites de Formose et d'autres parasites des structures,. C'est l'ingrédient actif du termiticide populaire XT-2000. Considérée comme une alternative à la fumigation traditionnelle, l'huile d'orange/d-limonène gagne en popularité : environ 70 % des consommateurs en Californie préfèrent les injections locales de produits chimiques structurels à la fumigation ou à l'utilisation traditionnelle de « tentes ».

### Lutte biologique
L'huile d'orange peut être utilisée comme pesticide « vert » dans la lutte biologique contre les nuisibles. Il peut exterminer ou contrôler les fourmis et d'autres insectes en effaçant leurs pistes de traces olfactives/phéromones ou en dissolvant leur exosquelette, éliminant l'infestation ou perturbant la réinfestation,.
L'huile d'orange est également connue pour son utilité dans la lutte contre les termites de bois sec (Incisitermes (en)), sans toutefois les exterminer, ne tuant que celles qui entrent en contact direct avec elle,.

### Nettoyant domestique
L'huile d'orange est utilisée comme nettoyant. Elle est également utilisée comme additif à certaines cires de finition/vernis, comme le Feed-N-Wax Wood Polish & Conditioner de Howard's.

### voir aussi
- huile essentielle de citron, huile essentielle de bergamote, huile essentielle de yuzu